# 孙燕 (1929年)
孙燕（1929年2月1日—），河北乐亭人，中国临床肿瘤学家，中国工程院院士。

## 生平
1956年毕业于北京协和医学院，获博士学位。1999年当选为中国工程院院士。